# Trichometasphaeria setulosa
Trichometasphaeria setulosa är en svampart som först beskrevs av Sacc. & Roum., och fick sitt nu gällande namn av Apinis & Chesters ined. Trichometasphaeria setulosa ingår i släktet Trichometasphaeria och familjen Lophiostomataceae.   Inga underarter finns listade i Catalogue of Life.